# Gyulavarsánd-kultúra
A Gyulavarsánd-kultúra egy középsőbronzkori (kb. Kr. e. 1700-1300) régészeti kultúra volt a Berettyó és a Körösök mentén. Nevét a Fehér-Körös bal partján fekvő, romániai Gyulavarsándról kapta. Egyes román és magyar kutatók (Florin Gogaltan, Dani János, P. Fischl Klára) kétségbe vonják a kultúra önálló létezését, azt az Ottomány-kultúra klasszikus időszakának tartják.

## Kialakulása, elterjedése
A vele rokon Füzesabony-kultúrával egyidőben, attól keletre alakult ki. Képviselői dél felől, talán a Vattina-kultúrából származtak, akik a korábban itt élő Ottomány-kultúra területeit (pl. Bakonszeg, Békés, Gáborján, Túrkeve) foglalták el, majd új településeket is létrehoztak (pl. a mai Berettyóújfalu, Vésztő, Szihalom területén). A kultúra északon a Nyírségig, a Kraszna és a Szamos alsó folyásáig, keleten az Erdélyi-középhegységig, délen pedig a Körösök és a Maros közötti területig terjedt. Nyugati határa nem érte el a Tiszát, mert a folyó völgyében a Füzesabony-kultúra települései voltak.

## Gazdaság és társadalom
A társadalom nagyfokú szervezettségére a Túrkeve-Terehalom telepen feltárt, szabályos, megtervezett településszerkezet és erődítései utalnak. A déli eredetű vezetőréteg várakban élt, alattvalóik pedig az ezeket körülvevő erődítetlen telepeken.

## Települések
A gyulavarsándi kultúra legjobban ismert telepe az 1985-1995 között feltárt, Túrkeve melletti Terehalom. A mára már kiszáradt Boroszló-ér árteréből 6-8 méterre kiemelkedő, 100 x 80 méter alapterületű domb az Alföld egyik legnagyobb tellje. Körülötte árkokból és sáncokból álló védmű nyomai láthatóak. A telep bronzkori rétegsora 5,8 méter vastag, 11 lakószintet lehetett benne elkülöníteni. A kora bronzkori Ottomány-kultúra településszerkezetéhez képest a Gyulavarsánd-kultúra faluja egészen más elrendeződést mutatott. A nyeregtetős épületek hossztengelye északnyugat-délkelet tájolást kapott, a padlót döngölt agyag alkotta, a házaknak karó vagy oszlopszerkezetű falaik voltak. A házak egymáshoz rendkívül közel álltak, a közöttük lévő távolság ritkán haladta meg az 1,5 métert. Építői tehát arra törekedtek, hogy a védett területen minél több embert befogadni képes települést hozzanak létre. Mivel az összes feltárt épület lakófunkciót töltött be, valószínűleg nem voltak külön raktáraik, hanem a terményeket a házak padlásán tárolták. Ha mégis léteztek közös magtárak, azoknak az erődítéseken kívül kellett lenniük.

## Temetkezés
A kultúra temetkezési szokásai gyakorlatilag ismeretlenek. Az egyik elképzelés szerint a hódító népcsoportok zsugorított temetkezést folytattak, míg az itt leigázott őslakók hamvasztották halottaikat. Gyulavarsándiként azonosították a pusztaszentjánosi urnasírokat és a szilágypéri csontvázas temetkezést, ám ezek besorolását több kutató (pl. Bóna István) vitatja.

## Leletei
A Gyulavarsánd-kultúra jellegzetes leletei a spirálmotívumokkal, bütykökkel, árkokkal díszített kerámiák. A déli hatásokat mutató futóspirális (kanellúra) minta az edények mellett a bronzfegyvereken, csonttárgyakon és az aranykorongokon is megfigyelhető. Székelyhídon, Éradonyban és Gyulavarsándon mükénéi és anatóliai mintákhoz hasonló, ruhákat díszítő aranykorongokat tártak fel.
A túrkevei tellen előkerült edények a környező kultúrák (Füzesabony, Szöreg, Koszider) jellegzetességeit is mutatják. Pocsaj közelében egy 85 cm magas, vésett, mészbetéttel kitöltött motívumokkal díszített agyag kocsimodell került napvilágra.

## Telepei
- Apa
- Bakonszeg-Kádárdomb
- Békés (Tarhos)-Várdomb
- Békés-Városerdő
- Berettyóújfalu-Herpály
- Berettyóújfalu-Szihalom
- Esztár-Fenyvesdomb
- Gáborján-Csapszékpart
- Gyulavarsánd
- Hajdúsámson
- Pusztaszentjános-Klastromdomb
- Sarkad
- Túrkeve-Terehalom
- Vésztő-Mágor

## Megszűnése
A kultúra legkésőbbi megjelenési formája a koszider-időszakban kialakult Túrkeve-fázis.
A középső bronzkor végén az Alpok vidékéről érkező, fejlettebb fegyverekkel felszerelt halomsíros kultúra népe a Dunántúl meghódítása után dél felől tört be a Gyulavarsánd-kultúra területére. Elpusztították a Maros és a Körös közötti erődített telepeket. A gyulavarsándi népesség és a korábbi, ottományi, hatvani népesség továbbélésére utal a Felső-Tisza és a Szamos torkolatának vidékén kialakult felsőszőcsi csoport. A Körös-Berettyó vidékétől északra pedig a hajdúbagosi csoport jött létre.